# Planeta FM
Planeta FM – sieć trzynastu lokalnych rozgłośni radiowych działająca w latach 2002–2013, nadająca drogą naziemną w latach 2002–2013. Większość jej stacji adresowała swój program głównie do ludzi młodych.
Początkowo właścicielem Planety był holding Ad.point, który w sierpniu 2007 stał się częścią grupy radiowej Eurozet. 29 maja 2013 spółka poinformowała o podjęciu decyzji o zastąpieniu Planety FM w eterze marką ZET Gold, które nastąpiło miesiąc później, tj. w nocy z 29 na 30 czerwca.
Po zakończeniu nadawania naziemnego stacja nadawała swój program w internecie. W marcu 2019 na bazie dotychczasowego serwisu internetowego Planeta.fm, holding Eurozet uruchomił portal informacyjno-rozrywkowy Planeta.pl.

## Stacje sieci
| miasto        | częstotliwość       | nazwa koncesyjna                                     | uwagi                   |
| ------------- | ------------------- | ---------------------------------------------------- | ----------------------- |
| Bielsko-Biała | 87,9 MHz            | Planeta 87,9 FM                                      | byłe Radio Delta        |
| Giżycko       | 107,0 MHz           | Planeta Giżycko                                      | byłe Radio WaMa Giżycko |
| Iława         | 90,2 MHz            | Planeta Iława                                        | byłe Radio WaMa Iława   |
| Katowice      | 95,1 MHz            | Planeta                                              | byłe Radio SBB Rodło    |
| Kielce        | 103,9 MHz           | Planeta 103,9 FM                                     |                         |
| Konin         | 99,6 MHz            | Planeta 99,6 FM                                      | byłe Radio Flash Konin  |
| Łódź          | 104,5 MHz           | Planeta Łódź                                         | byłe Radio Pogoda       |
| Mrągowo       | 104,9 MHz           | Planeta Mrągowo                                      | byłe Radio WaMa Mrągowo |
| Olsztyn       | 90,5 MHz            | Planeta Olsztyn                                      | byłe Radio WaMa         |
| Opole         | 106,2 MHz           | Planeta 106,2 FM                                     | byłe Radio Flash Opole  |
| Poznań        | 90,6 MHz i 99,4 MHz | Planeta Poznań                                       | byłe Radio RMI FM       |
| Słupca        | 102,9 MHz           | Planeta 102,9 FM                                     | byłe Radio Flash Słupca |
| Warszawa      | 101,5 MHz           | Planeta FM (jedna rozgłośnia z siedzibą w Warszawie) | byłe Jazz Radio         |
| Kraków        | 93,7 MHz            | Planeta FM (jedna rozgłośnia z siedzibą w Warszawie) | byłe Jazz Radio         |

## Formaty muzyczne
Stacje wchodzące w skład sieci Planeta FM nadawały w czterech znacząco różniących się pomiędzy sobą formatach programowych i muzycznych. Rozgłośnie w Warszawie (jej program był dostępny również w Krakowie) i Łodzi emitowały program w formacie CHR ukierunkowanym na muzykę elektroniczną (dubstep, synth pop, wcześniej w playliście przeważał house) oraz muzyka r’n’b. Od 2011 pojawiało się także więcej brzmień alternatywnych.
Najstarsza część tejże sieci – stacje nadające w Katowicach, Bielsku-Białej i Opolu również reprezentowały format CHR, jednak oferowały oprócz popu i r’n’b więcej muzyki w klimatach Euro trance.
Z kolei Radio Planeta Poznań (funkcjonujące przed 6 grudnia 2008 pod nazwą RMI FM) skupiało się na niekomercyjnej muzyce house i trance.
Pozostałe rozgłośnie sieci (nadające w Kielcach, Koninie, Olsztynie i na Mazurach) emitowały program o najbardziej uniwersalnym, muzyczno-informacyjnym charakterze z przewagą brzmień popowych z lat 80. i 90.

## Historia
Radio Planeta FM powstało 1 lutego 2002 roku z przekształcenia bytomskiego Radia SBB Rodło – z chwilą przejęcia stacji przez grupę radiową Ad.point – i początkowo funkcjonowało jako rozgłośnia lokalna. W niedługim czasie nazwę Planeta FM przybrały jednak również kolejne stacje Ad.pointu: Radio Flash w Opolu i Krakowie (krakowska nadawała do 2007 roku, gdy przyłączono ją do projektu Antyradio) oraz Radio Delta z Bielska-Białej. Natomiast w 2006 roku nadawanie rozpoczęła nowa rozgłośnia sieci w Kielcach, w odróżnieniu jednak od pozostałych emitująca program o bardziej uniwersalnym charakterze – skierowany nie tylko do młodzieży.
10 sierpnia 2007 roku grupa radiowa Ad.point została przejęta przez holding Eurozet, który podjął decyzję o rozszerzeniu zasięgu Planety FM poprzez jej połączenie z inną stacją ze swego portfolio – ponadregionalną Radiostacją. Powiększona o nadajniki w kilkunastu miastach Polski sieć rozpoczęła działalność 1 marca 2008 roku. Tego samego dnia nadawanie pod marką Planeta FM rozpoczęły również stacje Radia Flash z Konina i Słupcy, od listopada 2007 emitujące program analogiczny jak Radio Planeta Kielce
6 grudnia 2008 nastąpiła reorganizacja sieci Planeta FM. Na koncesji byłej Radiostacji uruchomiono nowy projekt radiowy Chilli ZET, któremu tym samym przekazano znaczącą część częstotliwości ponadregionalnej Planety FM. Program w jej formacie pozostał obecny w Warszawie, Krakowie i Łodzi (wykorzystano w tym celu koncesje Jazz Radia i łódzkiego Radia Pogoda). Jednocześnie do sieci Planeta FM włączono rozgłośnie grupy Eurozet nadające dotychczas pod innymi markami: Radio RMI FM z Poznania oraz cztery stacje Radia WaMa – zachowując dotychczasowe formaty tychże. Ponadto bez zmian pod marką Planety emitowały program rozgłośnie w Katowicach, Opolu, Bielsku-Białej, Kielcach, Koninie i Słupcy.
3 stycznia 2011 zmienił się slogan sieci: ze 100% imprezowych hitów na W rytmie... (jego dalsza część zależała od miasta, w którym Planeta FM nadawała naziemnie). Owa zmiana miała za zadanie podkreślenie lokalności Planety. Oprócz tego sieć zyskała nowe dżingle. Ponadto nowemu linerowi towarzyszyła kampania reklamowa Born To Party.
W lutym 2012 nastąpiły pewne zmiany w ramówce warszawskiej podsieci Planeta FM. Listę przebojów „Total Chart” nadawaną dotychczas od poniedziałku do piątku między 17:00 a 19:00 (w latach 2009–2012), przeniesiono na niedzielne popołudnie. Z kolei od poniedziałku do czwartku, w godzinach wieczornych można było słuchać publicystycznej audycji „Młodzi Głośni”, poświęconej najnowszym zjawiskom i trendom
popularnym wśród młodych ludzi. Głos w dyskusji również mogli zabierać radiosłuchacze.
30 czerwca 2013 o północy na dotychczasowych częstotliwościach Planety pojawiło się Radio Zet Gold, adresujące swój program głównie do dojrzałego odbiorcy. Od tamtej pory słuchanie Planety FM jest możliwe wyłącznie za pośrednictwem internetu.
W grudniu 2017 podjęto decyzję o przekształceniu strony Planety FM w portal informacyjno-rozrywkowy, który początkowo miał być poświęcony m.in. tematyce gier komputerowych. Od tamtej pory stream internetowy Planety jest dostępny na uruchomionej w lutym 2017 platformie streamingowej rozgłośni holdingu Eurozet – Radiostacja.pl.

## Płyty
Serie płyt (wydawane dawniej i obecnie), opatrzone logo Radia Planeta FM:
- Planeta Super Mix
- Planeta FM: In the Mix
- Planeta FM: Hit Machine.
- Planeta FM: Trance Session
- Planeta FM: 100% Imprezowych hitów
- Planeta FM: Oldskul (wydanie dwupłytowe)